# Municipio de Wilton (Iowa)
El municipio de Wilton (en inglés: Wilton Township) es un municipio ubicado en el condado de Muscatine en el estado estadounidense de Iowa. En el año 2010 tenía una población de 3207 habitantes y una densidad poblacional de 33,48 personas por km².

## Geografía
El municipio de Wilton se encuentra ubicado en las coordenadas 41°33′28″N 90°58′4″O / 41.55778, -90.96778. Según la Oficina del Censo de los Estados Unidos, el municipio tiene una superficie total de 95.8 km², de la cual 95,69 km² corresponden a tierra firme y (0,11 %) 0,11 km² es agua.

## Demografía
Según el censo de 2010, había 3207 personas residiendo en el municipio de Wilton. La densidad de población era de 33,48 hab./km². De los 3207 habitantes, el municipio de Wilton estaba compuesto por el 97,44 % blancos, el 0,31 % eran afroamericanos, el 0,03 % eran amerindios, el 0,09 % eran asiáticos, el 0,84 % eran de otras razas y el 1,28 % eran de una mezcla de razas. Del total de la población el 2,49 % eran hispanos o latinos de cualquier raza.